# اليمن في دورة الألعاب الأولمبية الصيفية 2024
شاركت اليمن في دورة الألعاب الأولمبية الصيفية 2024م، والتي أقيمت في باريس في الفترة من 26 يوليو إلى 11 أغسطس 2024م. وتعد هذه المشاركة التاسعة لليمن في الألعاب الأولمبية الصيفية منذ ظهورها الرسمي كدولة موحدة من شمال وجنوب اليمن في عام 1992م في دورة برشلونة بإسبانيا.
وشاركت اليمن في دورة باريس 2024م بأربعة من الرياضيين (3 رجال، وسيدة واحدة) تنافسوا في أربع ألعاب مختلفة (ألعاب القوى- الجودو- الرماية- السباحة)، ولم تستطع اليمن الحصول على أية ميداليات خلال هذه الدورة.

## المتنافسون
وفيما يلي بيان بأعداد المتنافسين في الألعاب.
| رياضة       | الرجال | السيدات | المجموع |
| ----------- | ------ | ------- | ------- |
| ألعاب القوى | 1      | 0       | 1       |
| الجودو      | 1      | 0       | 1       |
| الرماية     | 0      | 1       | 1       |
| سباحة       | 1      | 0       | 1       |
| المجموع     | 3      | 1       | 4       |

## ألعاب القوى
شاركت اليمن بعداء واحد فقط، للتنافس في دورة الألعاب الأولمبية الصيفية 2024م.
سباق الجري
| الرياضي     | الحدث        | تمهيدي   | تمهيدي | التصفيات | التصفيات | نصف النهائي | نصف النهائي | النهائي  | النهائي  |
| الرياضي     | الحدث        | نتيجة    | مركز   | نتيجة    | مركز     | نتيجة       | مركز        | نتيجة    | مركز     |
| ----------- | ------------ | -------- | ------ | -------- | -------- | ----------- | ----------- | -------- | -------- |
| سمير اليفاي | 100 متر رجال | 11.54 PB | 8      | لم يتقدم | لم يتقدم | لم يتقدم    | لم يتقدم    | لم يتقدم | لم يتقدم |

وتعد هذه المشاركة هي الأولي لسمير اليافي، الذي يبلغ من العمر 19 عامًا.

## الجودو
شاركت اليمن بلاعب واحد في منافسات رياضة الجودو، حيث تأهل هشام مكابر إلى الألعاب، وذلك من خلال تخصيص أماكن عالمية.
| الرياضي    | الحدث         | دور الـ32                  | دور الـ16       | ربع النهائي     | الدور نصف النهائي | إعادة المباراة  | النهائي / BM    | النهائي / BM |
| الرياضي    | الحدث         | المنافس النتيجة            | المنافس النتيجة | المنافس النتيجة | المنافس النتيجة   | المنافس النتيجة | المنافس النتيجة | المركز       |
| ---------- | ------------- | -------------------------- | --------------- | --------------- | ----------------- | --------------- | --------------- | ------------ |
| هشام مكابر | رجال – 60 كجم | McKenzie (جامايكا) · 00–10 | لم يتقدم        | لم يتقدم        | لم يتقدم          | لم يتقدم        | لم يتقدم        | لم يتقدم     |

## الرماية
استطاع رامٍ يمني (اللاعبة ياسمين الريمي) الحصول على مكان في حصة باريس 2024م، بناءً على تخصيص أماكن عالمية.
| الرياضي       | الحدث                   | أدوار مؤهلة | أدوار مؤهلة | النهائي  | النهائي  |
| الرياضي       | الحدث                   | نقاط        | مركز        | نقاط     | مركز     |
| ------------- | ----------------------- | ----------- | ----------- | -------- | -------- |
| ياسمين الريمي | مسدس هوائي 10 متر سيدات | 559         | 40          | لم يتقدم | لم يتقدم |

## سباحة
أرسلت اليمن سباحًا واحدًا للمنافسة في أولمبياد باريس 2024.
| الرياضي    | الحدث                      | التصفيات | التصفيات | نصف النهائي | نصف النهائي | النهائي  | النهائي  |
| الرياضي    | الحدث                      | وقت      | مركز     | وقت         | مركز        | وقت      | مركز     |
| ---------- | -------------------------- | -------- | -------- | ----------- | ----------- | -------- | -------- |
| يوسف مروان | سباحة الفراشة 100 متر رجال | 1:08.72  | 40       | لم يتقدم    | لم يتقدم    | لم يتقدم | لم يتقدم |